# Adobe Dreamweaver
Dreamweaver est un éditeur de site web WYSIWYG pour Microsoft Windows, et Mac OS X créé en 1997, commercialisé par la société Macromedia rachetée par Adobe Systems et exploité en mode Saas sous licence utilisateur final.
Dreamweaver fut l'un des premiers éditeurs HTML de type « tel affichage, tel résultat » à intégrer un gestionnaire de site (CyberStudio GoLive étant le premier), un parseur CSS et un parseur JavaScript. Ces innovations l'imposèrent rapidement comme l'un des principaux éditeurs de site web, aussi bien utilisable par le néophyte que par le professionnel.
Dreamweaver offre deux modes de conception par son menu affichage. L'utilisateur peut choisir entre un mode création permettant d'effectuer la mise en page directement à l'aide d'outils simples, comparables à un logiciel de traitement de texte (insertion de tableau, d'image, etc.). Il est également possible d'afficher et de modifier directement le code (HTML ou autre langage de programmation) qui compose la page. On peut passer très facilement d'un mode d'affichage à l'autre, ou opter pour un affichage mixte. Cette dernière option est particulièrement intéressante pour les débutants qui, à terme, souhaitent se familiariser avec le langage HTML.
Dreamweaver a évolué avec les technologies de l'internet.

Il offre aujourd'hui la possibilité de concevoir des feuilles de style. Les liaisons avec des bases de données ont également été améliorées ainsi que le chargement des fichiers sur les serveurs d'hébergement. Il propose en outre l'utilisation de modèles imbriqués de pages web, selon un format propriétaire.
Depuis la version MX, il peut être utilisé avec des langages web dynamiques (ASP, PHP) à l'aide d'outils relativement simples d'utilisation. Il permet ainsi de développer des applications dynamiques sans connaissance préalable des langages de programmation.
Dreamweaver est édité par la société Adobe Systems et fait partie de la suite de développement Studio 8 de l'éditeur, qui comprend Macromedia Flash, Macromedia Fireworks (édition graphique) et Macromedia Coldfusion (serveur). Macromedia, qui éditait Dreamweaver auparavant, a été racheté par Adobe en décembre 2005.

## Versions

### Macromedia
- Dreamweaver 1.0 (décembre 1997)
- Dreamweaver 1.2 (mars 1998)
- Dreamweaver 2.0 (décembre 1998)
  - Ajout de la création de modèles de pages
- Dreamweaver 3.0 (décembre 1999)
- Dreamweaver UltraDev 1.0 (décembre 1999)
- Dreamweaver 4.0 (décembre 2000)
  - Intégration de langages serveur (php, asp)
- Dreamweaver UltraDev 4.0 (décembre 2000)
- Dreamweaver MX (mai 2002)
- Dreamweaver MX 2004 (septembre 2003)

### Adobe
- Dreamweaver 8 (28 septembre 2005) (Dernière version sous le nom d'éditeur Macromedia)
- Dreamweaver CS3 (Juillet 2007)
- Dreamweaver CS4 (Septembre 2008)
- Dreamweaver CS5 (Avril 2010)
- Dreamweaver CS6 (Mai 2012)
- Dreamweaver CC (Juin 2013)
- Dreamweaver CC 2014 (Juin 2014)
- Dreamweaver CC 2015 (Juin 2015)
- Dreamweaver CC 2017 (Novembre 2016)
- Dreamweaver CC 2018 (Octobre 2017)
- Dreamweaver CC 2019 (Octobre 2018)

## Produits concurrents
- Adobe GoLive, disponible pour Mac OS et Windows (développement arrêté en 2008 au profit de Adobe Dreamweaver).
- Microsoft Expression Web, anciennement Microsoft FrontPage, principal concurrent de Dreamweaver sur plate-forme Windows.
- Nvu, logiciel libre basé sur du logiciel libre publié par la fondation Mozilla, disponible pour Linux, Mac OS et Windows mais dont le développement a été arrêté.
- KompoZer, logiciel libre remplaçant non officiel de Nvu (Nvu's unofficial bug-fix release).
- RapidWeaver, logiciel simple pour Mac OS X permettant la création de pages au rendu professionnel.
- TopStyle (zh), logiciel compatible html5/css3 ainsi que asp et php.
- Aptana Studio, disponible en plugin de Eclipse ou en version indépendante. Il s'agit d'un logiciel libre, multi-plateforme et sous licence GPL v3/APL.
- BlueGriffon, logiciel libre.
- Figma
- InVision Studio
- Adobe XD